# Ingo Rechenberg
Ingo Rechenberg (Berlim, 20 de novembro de 1934) é um cientista da computação e professor alemão. É um pioneiro no campo da computação evolucionária (um subcampo da inteligência artificial) e da evolução artificial.
Desde 1972 leciona na Technischen Universität Berlin, onde dirige o Departmento de Biônica e Técnicas de Evolução.
Rechenberg foi responsável pela introdução das estratégias de evolução, um método que ele usou para otimizar os parâmetros de valor real para dispositivos como aerofólios.